# ムカシトカゲ
ムカシトカゲは、ニュージーランドの限られた地域に生息する、原始的な形質を残した爬虫類。現地での呼称からトゥアタラ (tuatara) と呼ばれることもある。

## 名称と系統
「トカゲ」と名付けられており姿も似ているが、トカゲ（有鱗目トカゲ亜目）とはまったく異なる系統の爬虫類である。
「ムカシトカゲ」はSphenodon （スフェノドン）属の総称である。ムカシトカゲ目（または喙頭目）はかつて数多くの種と幅広い生態的地位を占める一大グループだったが、現生のものはSphenodon 属1属しか存在しない。また、ムカシトカゲは1895年以来絶滅危惧種とされている。
トカゲやヘビなどの他の双弓類とは進化の早い段階で分岐した種であり、ヘビとトカゲの進化の研究や初期の双弓類の姿や生態の推測において大きな関心を集めている。
英名・現地名のtuataraという呼称はマオリ語の「背中のトゲ」に由来する。また、属名のSphenodonという名はギリシャ語のクサビ (sphenos) と歯 (odont) から作られ、種小名のpunctatusはラテン語で「斑点がある」という意味である。

## 発見史
西洋へのこの動物の報告としては、ジェームズ・クック船長が1769年にニュージーランドに上陸したとき、マオリ族の族長から現生生物についての聞き取り調査をした際に聞いたトカゲの話が、その最初のものであるとする見方がある。ただし、ここで記録されているそのトカゲに関する証言は「体長は約2.5m、身体の幅はヒトと同じぐらい、地下の洞窟に住み、ヒトを襲って食う」という、生息場所以外の記述は実際のムカシトカゲとかなり異なるものである。

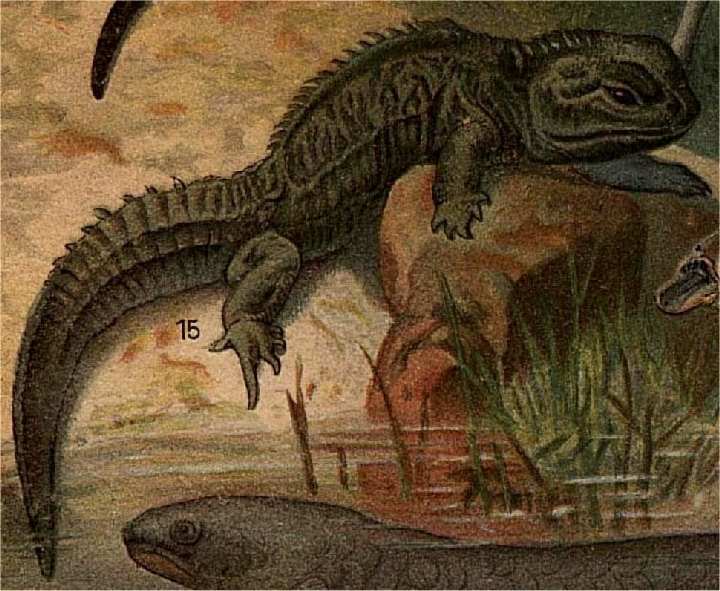
Nordisk familjebokの図版より

この生物に関する確実な記録としては、1838年にJ.S.ポラックというユダヤ人商人が出版した書籍の中に、「プレンティ湾の島々にすむトカゲ」として記されていることが確認できる。だが、実際にこの動物を捕獲して持ち帰ったのは、博物学者で探検家でもあったエルンスト・ディーフェンバッハであった。ディーフェンバッハはニュージーランド商会の後援のもと、ニュージーランドの各地を何年にもわたって旅し、地理学・地質学・動物学・植物学・文化人類学など各分野にわたる記録を残していた。原住民がトゥアタラと呼ぶ大型のトカゲがいるということを聞いたディーフェンバッハは、懸賞金付きでそのトカゲを探し求めたが長い間手に入らず、ようやく叶ったのは1841年、ヨーロッパに帰る10日前であった。ディーフェンバッハはそのトカゲをアガマ科の仲間と推測し、生きたまま持ち帰った個体をしばらく飼育していた。そしてその動物が死ぬと、大英博物館にその死体を寄贈した。
その標本を受け取って研究したのは、当時大英博物館で動物学部門の管理者であったジョン・エドワード・グレイであった。1842年、グレイはそのトカゲにHatteria punctata という学名を与えて発表したが、その後にこの動物の頭蓋骨が以前大英博物館に送られており、彼自身がそれに Sphenodon という学名（属名のみ）を1831年に与えていたことが判明した。そのため、学名の先取権の原則により、現在のこの動物の学名は Sphenodon punctatus となっている。しかし、Hatteria という名称もしくはこれに由来する語は、いくつかの言語で今でもムカシトカゲを指す単語となっている。

## 分類と進化
姉妹群である有鱗目（トカゲ、ヘビ、ミミズトカゲ）と共に、鱗竜形類（下綱）の唯一の現存群である鱗竜類（上目）に属する。ムカシトカゲの祖先はおそらく鱗竜形下綱と主竜形下綱の分岐点近くに由来しており、「原爬虫類」に最も近い現存種である。ムカシトカゲはトカゲ類にそっくりではあるが、その類似はほとんど表面的なものであり、爬虫類の中でも独特ないくつかの特徴をもっている。典型的なトカゲ型の姿というものは初期の有羊膜類に共通のものであり、知られている中で最古の爬虫類の化石もトカゲ型の姿をしている。
グレイが模式標本を記載する際、ムカシトカゲは有鱗目トカゲ亜目の仲間として分類された。そしてそれは、1867年に同博物館のアルベルト・ギュンターがこの動物の独特な各特徴（解剖学の項参照）に注目し、化石種の仲間と併せてRhyncocephalia（喙頭目：「嘴を持った頭」喙は嘴の意）という目を提唱し、そこに属させるまで続いた。
しかし、ギュンターの喙頭目の設立以来多くの無関係の種がこの目に加えられてきた。このことは結果的に、喙頭目をいわゆる「分類のゴミ箱」にしてしまったが、1969年になってO. クーン (Oskar Kuhn) によってこれまで喙頭目とされてきたグループはムカシトカゲ目とリンコサウルス目に分割され、リンコサウルス目は主竜類に再分類された。現在、ほとんどの研究者は、ムカシトカゲとその親類に対してより限定的な名称であるSphenodontia（ムカシトカゲ目）を使用する傾向がある。Sphenodontiaはサミュエル・W・ウィリストンによって1925年に提唱されたため、エステス（R. Estes）によって1983年に提唱された類似した名称であるSphenodontidaに対して優先権がある。

### 現生種の分類

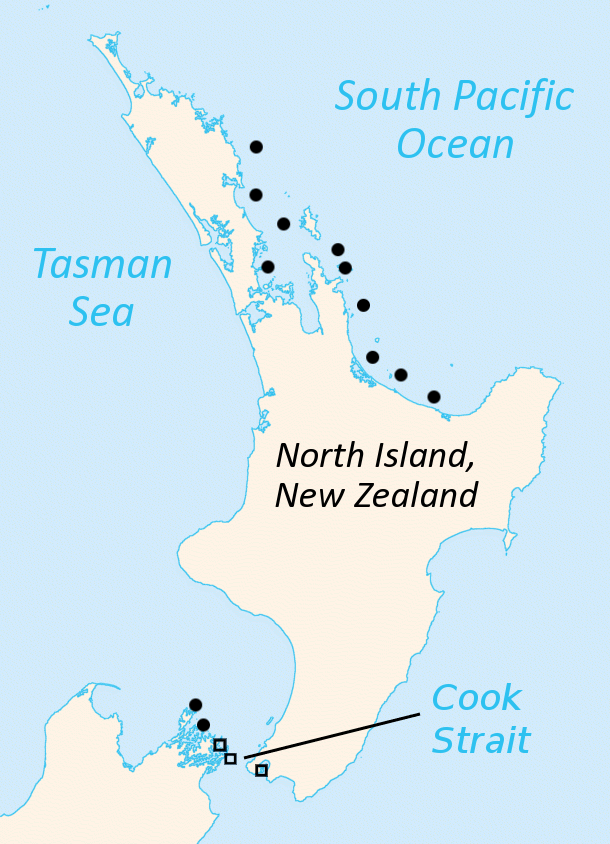
再導入先も含む分布状況。●がムカシトカゲ (S. punctatus) の生息地。クック海峡にある2点の●はそれぞれスティーブンズ島とトリオ諸島。□がギュンタームカシトカゲ (S. gunteri) の生息地。

2種が現存している。
Sphenodon punctatus　(Gray, 1842)
ムカシトカゲ：以前は唯一の種とされていた。IUCNのレッドリストではLR/lc（軽度懸念）とされている。
Sphenodon gunteri　Buller, 1877
ギュンタームカシトカゲ：通常種よりさらに希少で、クック海峡のブラザー諸島 (Brothers Islands) にのみ生息し、オリーブ色の体色に黄色い斑点がある。IUCNのレッドリストではVU（危急）とされている。
S. punctatus にはS. p. punctatus 以外にS. p. reischeki という亜種がリトル・バリアー島 (Little Barrier Island) に存在していたが、1970年代に絶滅したと考えられている。またこれとは別に現存するS. punctatus に関して、クック海峡のスティーブンズ島 (Stephens Island) とトリオ諸島 (Trios Islands) にすむグループを別亜種（未命名）として、北島北岸のプレンティ湾 (Bay of Plenty) から北に住む基亜種S. punctatus punctatus との2亜種とする説がある。また、Sphenodon 属の絶滅種として北島の東岸部から骨格が発見されたS. diversum がいる。

### 進化
ジュラ紀の化石爬虫類Homeosaurus は現在のムカシトカゲに非常によく似ており、ムカシトカゲは一般的にサメやワニと同様に「生きている化石」だと言われる。これは、本質的にそれらの生物がこの地球上での存在期間中（ムカシトカゲの場合、約2億年）ほとんど変化していないことを意味する。
しかしながら、最近の分類学的研究 によると、ムカシトカゲ目は中生代を通じて多くの変異を経ていることがわかった。現在ではトカゲ類に占められている多くの生態的地位が、かつてはムカシトカゲ目に占められていた。中には海生爬虫類として成功したグループ（Pleurosaurs：プレウロサウルス類）さえいたが、彼らは現在のムカシトカゲとは似ても似つかない姿をしていた。詳細はムカシトカゲ目を参照。
ニュージーランドが他の陸地から切り離されたのは約8000万年前だとされているが、それ以前にここに到達していたムカシトカゲ目の一員が結果として今日まで唯一生き残ったムカシトカゲの先祖であると考えられている。ムカシトカゲは寒冷な気候への適応を示すが、これによってニュージーランドの島々での繁栄が可能となっている。この適応はおそらくムカシトカゲに特有のものであり、より温暖な気候で生息していた先祖形ムカシトカゲ目から受け継いだものではないと思われる。

## 解剖学的記載
ムカシトカゲは現生で最も特殊化していない有羊膜類である。脳や移動方式は両生類に似ており、心臓は他の爬虫類の中で一番原始的である。成体はオスで頭胴長280mm、全長610mm、体重1kgほど。性的二形を示し、メスはオスより小さく体重500gを越えない。背中に並んだトゲは三角形の折り畳まれた柔らかい皮膚で形成されており、メスよりオスで大きく、威嚇やディスプレイの際には逆立つ。メスの腹部はオスに比べてセイヨウナシ形をしている。オスにはカメ・ワニのような陰茎もトカゲ・ヘビのような半陰茎も無いため、ある程度成長した個体でないと性別を確認するのは困難である。ムカシトカゲの体色はオリーブグリーンから茶色や赤橙色まで変異があり、成長に伴っても変化する。脱皮は年1回。

### 頭蓋骨
|  | 無弓類形頭蓋骨側頭窩（頭蓋骨の眼窩後方に開いた窓）を持たない爬虫類の始祖的形状。現生爬虫類でこの形の頭骨を持つ者はいない。  |  | ムカシトカゲ頭蓋骨左図の双弓類型頭蓋骨の特徴である二本の側頭弓がはっきり見て取れる。有鱗目では全種が下側頭弓を失っているため、現生の鱗竜類でこの形の頭蓋骨を持つのはムカシトカゲのみである。 |
|  | 双弓類形頭蓋骨弓を2本持つ双弓類の基本的形状。現生爬虫類はすべて双弓類だが、この形をこのまま保持しているものは非常に少ない。 |  | ムカシトカゲ頭蓋骨左図の双弓類型頭蓋骨の特徴である二本の側頭弓がはっきり見て取れる。有鱗目では全種が下側頭弓を失っているため、現生の鱗竜類でこの形の頭蓋骨を持つのはムカシトカゲのみである。 |
|  | 有鱗目型頭蓋骨弓を2本持つ双弓類のなかでも特殊化した形状。現生爬虫類の大部分を占める有鱗目では図のように下の弓が消失する。   |  | ムカシトカゲ頭蓋骨左図の双弓類型頭蓋骨の特徴である二本の側頭弓がはっきり見て取れる。有鱗目では全種が下側頭弓を失っているため、現生の鱗竜類でこの形の頭蓋骨を持つのはムカシトカゲのみである。 |

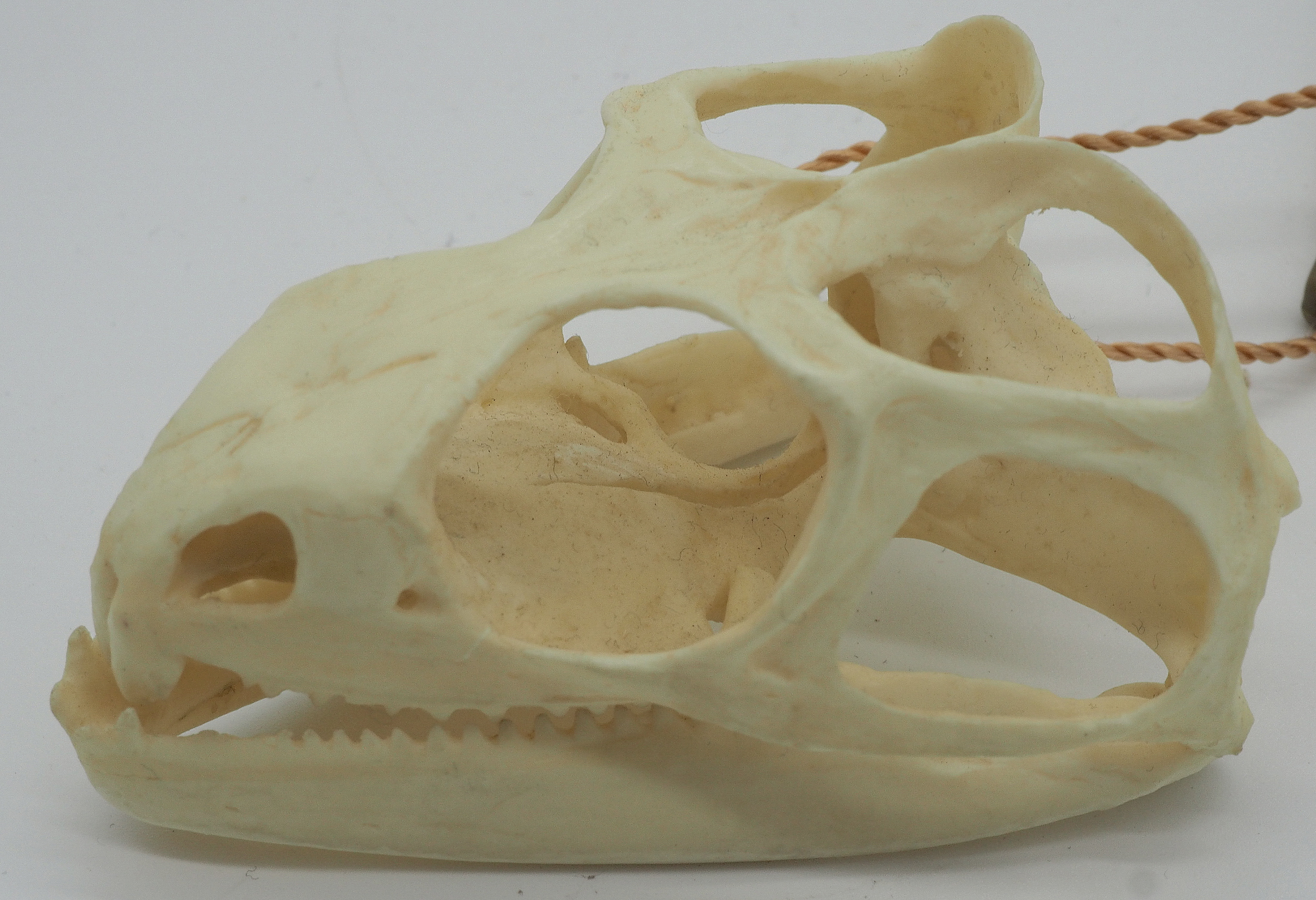
ムカシトカゲの頭蓋骨

ムカシトカゲは現生の有羊膜類で最も原始的な頭蓋骨を持っており、完全な弓（側頭窩の下縁部を形成する骨の架橋部）で囲まれた2つの側頭窩をもつ双弓類の原始形を保持している。そのため、弓を退化消失させて顎関節の自由度を得た有鱗目に比べて堅固な構造のままである。ドイツ語でこの動物を表す単語 Brückenechsen（Brücke：橋、Echse：トカゲ）はこの架橋部に由来する名称である。カメ目の頭骨はかつては有羊膜類のなかで最も原始的な無弓類形の頭骨をもっており伝統的に無弓類とされてきたが、最近の研究ではそれは元来持っていた側頭窩が二次的に無くなって無弓形に収斂した双弓類だと考えられてきている。

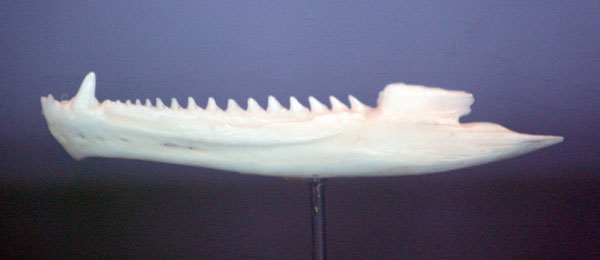
下顎端生歯列

上顎の先端は嘴状になっており、頭骨に入り込んだ裂溝によって上顎の後方と分けられている。下顎1列、上顎2列の歯列があり、顎を閉じると下顎歯列は2列の上顎歯列の間に入り込む。上顎骨以外に口蓋に歯列を持つというのは他の爬虫類にもしばしば見られる特徴であり、例えば多くのヘビも上顎2列の歯列をもつが、その配列と機能はムカシトカゲとは異なる。ムカシトカゲの歯は骨から鋸歯状に飛び出ているだけで顎骨と分離した構造になっていない端生歯であり、生え変わりをしない（一生歯性）。靭帯によって連結した上下顎は、上下の剪断と組み合わさった前方・後方への動きを伴って咬合する。特殊化した独特の前後動に伴い、歯は閉じられる際に鋏のように前方へ動くため、保持力は非常に強力である。この仕組みにより、歯は自動的に研磨されて鋭さを保つ。老齢のムカシトカゲは歯が磨耗していくため、ミミズやイモムシ、ナメクジなどの柔らかい獲物を食べ、最終的に歯が磨耗しきると顎骨の間で直接食べ物を咬まなくてはならない。

### 感覚器官
ムカシトカゲの両眼は別々に調整可能で、昼夜とも視覚を得るために2種類の視細胞を含む二重網膜を発達させており、夜間の視覚のために光を反射させる輝板（タペタム）を持つ。瞳孔はネコのような縦型。また、第3の瞼である瞬膜を持つ。
ムカシトカゲは頭頂眼（顱頂眼）と呼ばれる第3の眼をその頭蓋の頂点に持つことで知られ、これは視床上部の一部である上生体複合体に由来する。上生体複合体は後部の上生体（松果体、松果腺）、前部の副上生体（旁松果体）からなるが、ムカシトカゲをはじめとする数群の脊椎動物では、その片方もしくは両方が光受容機能を持つ。ムカシトカゲの場合、発達して光受容機能を有して頭頂眼となるのは、副上生体である。他の四足動物ではトカゲ類に頭頂眼を持つものがいるが、やはり副上生体が基となる。かつて上生体複合体は本来の眼のように左右対の器官であり、左側が副上生体に、右側が上生体になったとする説がある。実際この器官は遠い祖先から受け継がれた本当の眼の名残であるとも言われている。ムカシトカゲの頭頂眼は単純ではあるが、本来の眼とよく似た構造を備えており、自前の水晶体、桿状体に似た構造を持つ網膜、脳に繋がった神経などを（退化してはいるが）備えている。この特徴的な眼が外部から確認できるのは孵化したてで頭頂部に透明な部分がある時期だけで、4〜6か月が経過すると色素を持った不透明な鱗で覆われてしまう。この器官の役割はよくわかっていない。ビタミンDの生成に紫外線を吸収するのに有用であるとか、明暗周期の決定に役立つなどの説があったが、トカゲ類における切除実験の結果から、適切な体温調節のためだとする有力な説が出されている。
進化史において両生類の鼓膜は後頭部の切れ込みである耳切痕に張られていたが、初期の有羊膜類でこの鼓膜はいったん失われ、その後の様々な系統で新生していると考えられている。たとえば主竜類や有鱗類では、新たに新生した鼓膜は方形骨の後縁にある弓状のカーブに張られ、主竜類と同じクレードに属するカメ類では逆に腎臓型に窪んだ方形骨によって形成された耳室から前方の方形頬骨に向かって前方に蓋をするように張られており、またスッポン科、カミツキガメ科、およびリクガメ科のほとんどでは方形骨単独で全周が形成された耳室を形作る（このことから、主竜類と有鱗類の鼓膜は同じ形ではあるが祖先形質を共にする共有派生形質ではなく、別個に発達したものだと考えられている）。一方、原始的な単弓類では鼓膜を持たず、下顎を構成する角骨に空気振動を拾う薄い反転板 (reflected lamina) が付属しており、ここから下顎角骨＞下顎関節骨＞顎関節＞方形骨＞鐙骨という伝達系を持っていたが、哺乳類の段階になるとこの下顎を構成していた角骨全体が反転板を中心に鼓骨が形成するループに変化して鼓膜が新生し、先述の伝達系全体が3つの耳小骨から成る中耳に変形して繰り込まれ、顎関節そのものが新たに下顎歯骨と側頭部の鱗状骨間に再編成されている。そして、ムカシトカゲは有羊膜類の中で最も原始的な形質の聴覚器官を保っており、鼓膜を持たず、中耳腔も主に脂肪組織からなる粗い組織で充填されている。鐙骨は、舌骨や鱗状骨と同じく、不動性の方形骨に直接つながっている。有毛細胞は特殊化しておらず、求心性神経と遠心性神経両方の神経支配を受け、低周波のみに反応する。100〜800Hzの音に反応を示し、官能のピークは40dB・200Hzである。

### 脊椎と肋骨

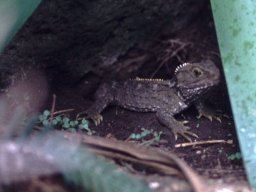
ムカシトカゲ若年個体

ムカシトカゲの脊椎骨は砂時計形で、椎体の前後が両方とも凹んだ両凹型である。これは魚類と一部の両生類で一般的だが、ムカシトカゲ以外の現生有羊膜類ではまったく見られない。また、トカゲ類との共通点として、尾椎には自切機能がある。
腹肋（腹部にある肋骨様の骨）を持っており、双弓類の祖先的形質だと推測されている。現在これが見られるのはトカゲの一部（ただしほとんどが軟骨）、ワニ、そしてムカシトカゲのみである。腹肋は脊椎や肋骨には結合しない。
真の肋骨も非常に興味深く、それぞれの肋骨に鈎状突起（鳥類に見られる、肋骨の後側から飛び出た鈎状の突起）を持つ。ワニ目にも鈎状突起の軟骨化した名残があるが、発達した腹肋と鈎状突起の両方を持つ唯一の四足動物がムカシトカゲである。
初期の四足動物では、腹肋と鈎状突起は皮骨や鎖骨と共に、一種の外骨格を形成していたと考えられ、腹部の保護や腸など内臓の保持に役立っていた。これらの解剖学的特徴は、脊椎動物が陸上に進出する以前に、移動様式に関係した構造から進化したのというのがもっとも可能性が高い。また、腹肋は原始的な絶滅両生類や爬虫類の呼吸過程に関係していたのかもしれない。腰帯と肩帯は（他の器官と同様に）内部構造や相対的な大きさでトカゲ類とはだいぶ異なっており、ムカシトカゲがトカゲとは別の生物であることを明確に示している。

## 生態
成体のムカシトカゲはしばしば体温を上昇させるために日光浴をするが、基本的に地上性・夜行性である。それに対し幼体は樹上性・昼行性であるが、おそらくは成体が幼体を捕食するためであろう。餌は昆虫を初めとする地上性無脊椎動物などだが、海鳥の雛・卵や小型爬虫類なども食べる。森林下層や海岸部に巣穴を掘って生息しているが、海岸部では海鳥の巣に住み着いていることも多い。

### 低温耐性
ムカシトカゲは多くの爬虫類が耐えられる温度よりかなり低い温度でも生存でき、冬眠することでも知られている。気温5〜10℃でも活動し、それより寒くなると冬眠する。7℃までは通常の活動性を維持でき、16〜21℃が適温であるが、これはすべての爬虫類の最適温度中最低の部類である。28℃以上になると多くの場合は死に至る。トカゲ類より低い代謝率をもつが、それは体温の差に現れている。体温はトカゲ類が約20℃の体温なのに対し、5.2〜11.2℃の範囲である。

### 繁殖

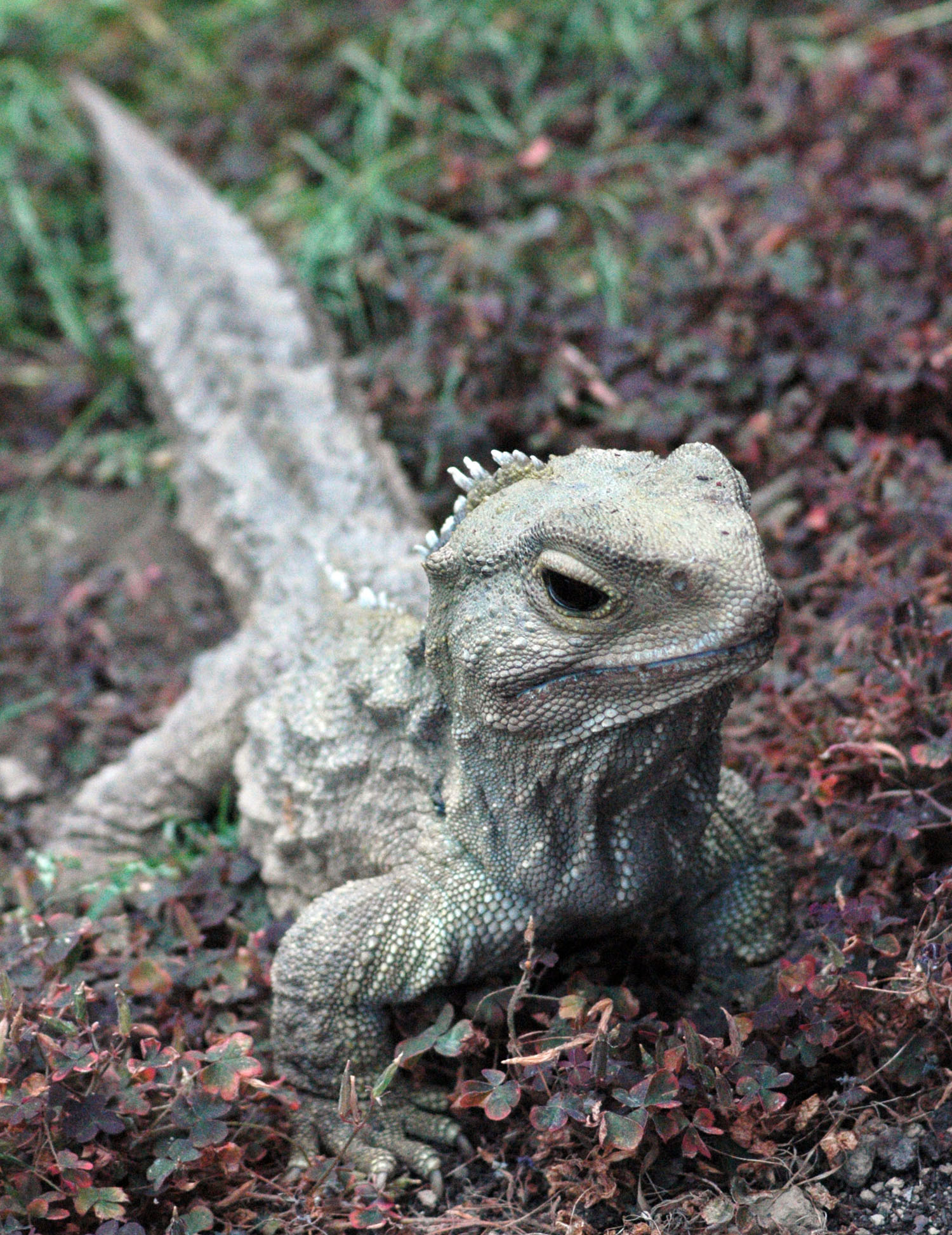
サウスランド博物館で繁殖飼育されている個体で、すでに110歳を越えているとされるヘンリー

ムカシトカゲの繁殖サイクルは非常に緩慢である。性成熟に少なくとも10年掛かり、メスの交配と産卵は4年に1度である（オスは毎年挑戦する）。交配は夏に行われ、求愛中オスは皮膚を暗色化し、背中のトゲを逆立ててメスに向かって行進する。オスはゆっくりと体を上下させながらメスの周りに円を描く。もしメスが求婚者を受け入れるなら、メスは頭を上下に振る。前述のようにオスは交接器を持たないため、交尾は総排出口を合わせて行われる。
受精から約10か月後、メスは地面に深さ20cm、直径50cmほどの穴を掘り、柔らかい羊皮紙状の殻を持つ卵を8-14個ほど産卵して埋める。卵は有鱗目と同様に水分を保持するアルブミン層（卵白）を欠いており、発生に必要な水分は卵の外の土壌から吸収する。産卵から孵化まではさらに12-15か月を要する。幼体の吻端には、ワニ目・カメ目と同様の卵角（有鱗目のような卵歯ではない）があり、これで卵殻を突き破る。幼体の頭胴長は54mmほどである。孵化した幼体の性別は卵の温度によって決まり（温度依存性決定）、高温だとオスが、低温だとメスが産まれる。21℃では雌雄比は半々だが、22℃では80%がオスになる。さらに20℃では80%が、18℃でほぼ100%がメスになる。ただし、ムカシトカゲの性決定は環境要因（温度）だけでなく遺伝子要因も関係している複雑なものらしいという説がある。
彼らは恐らく全爬虫類のなかで最も成長が遅く、35歳ぐらいまでは成長を続ける。寿命は100年以上とも言われている。

## 保護の状況

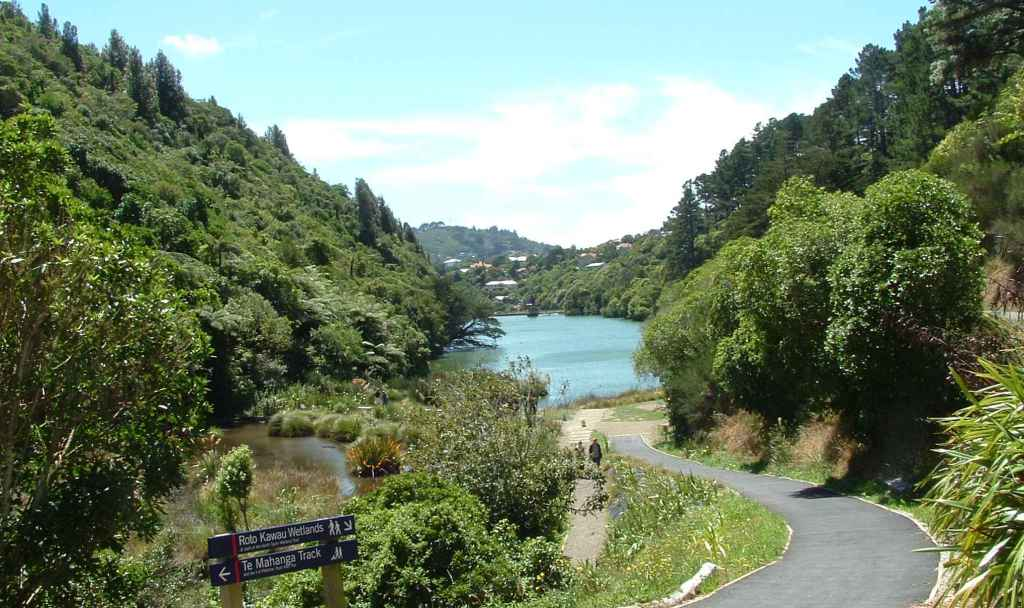
カロリ野生生物サンクチュアリ

ムカシトカゲはニュージーランド原産の多くの動物と同じく、生息地の減少や農業、イタチ類やネズミなどの移入種によって危険にさらされている。残された個体群は哺乳類がいない沖合の32の島々に限られており、本土ではすでに絶滅していたが、2005年には厳重に隔離かつ監視されているカロリ野生生物サンクチュアリに再導入が試みられた。狭義のムカシトカゲ (S. punctatus) は現在60000個体が生存していると推測されているが、ギュンタームカシトカゲが生き残っているのはノースブラザー島の約400個体のみであり、ブラザー諸島の他の2島へも再導入が進められている。
より一般的な種であるS. punctatus を公開しているのは、初めてムカシトカゲの繁殖計画を実行したインバーカーギルのサウスランド博物館・美術館 (Southland Museum and Art Gallery) や、ハミルトン動物園、ウェリントン動物園であり、現在ではそれらすべてが繁殖と再導入を行っている。ヴィクトリア大学ウェリントン校ではムカシトカゲの飼育下での繁殖の研究が行われ、プカハ・マウント・ブルース自然公園 (National Wildlife Centre at Pukaha Mount Bruce) にはつがいと幼体がいる。ワイルドNZトラストは、ルアワイ (Ruawai) に繁殖のための囲い地を持つ（以上の施設はすべてニュージーランド国内）。
いくつかの動物園では繁殖計画なしで公開されている。イギリスのチェスター動物園、アメリカのサンディエゴ動物園やセントルイス動物園、ニュージーランドのネイチャーランド動物園などである。

## 文化的側面
多くの土着の伝説の中でムカシトカゲは重要な役割をはたしている。例えば、神が姿を変えた族長だと考えられていたり、マオリの死と災厄の神であるウィロの使いだとみなされていたりする。また、マオリの女性はムカシトカゲを食べることを禁じられている。このほか、2006年10月に廃止されたニュージーランドの5セント硬貨の片面には、ムカシトカゲが描かれていた。
オークランドを本拠地としていたオーストラリアン・ベースボールリーグ（ABL）に加盟していたプロ野球チームの名称はオークランド・トゥアタラである。